# Percussion Bitter Sweet
Percussion Bitter Sweet е джаз албум на барабаниста Макс Роуч. Направен е през 1961 г. и излиза с помощта на Импулс Рекърдс.

## Песни
1. „Garvey's Ghost“ – 7:53
2. „Mama“ – 4:50
3. „Tender Warriors“ – 6:52
4. „Praise for a Martyr“ – 7:09
5. „Mendacity“ (Roach, C. Bayen) – 8:54
6. „Man From South Africa“ – 5:12

## История на записването
Песен №1 и №5 са записани на 1 август 1961, №2 и №3 на 3 август, №4 на 8 август, а №6 – на 9 август 1961 година.

## Творчески състав
- Букър Литъл – тромпет
- Джулиън Пристър – тромбон
- Ерик Долфи – алт саксофон, флейта, бас кларинет
- Клифърд Джордан – тенор саксофон
- Мал Уолдрон – пиано
- Арт Дейвис – контрабас
- Макс Роуч – барабани, перкусии
- Карлос Валдес – конга (1, 3,6)
- Карлос Еухенио – каубел (1, 3, 6)
- Аби Линкълн – вокали (1, 5)

## Критическа реакция
Скот Яноу от Олмюзик подчертава в своето ревю, че Ерик Долфи и солото му на алта в Mendacity е „паметно“.